# Marmarameer
Het Marmarameer (Turks: Marmara Gölü) is een meer in de provincie Manisa, in het westen van Turkije, begrensd door de districten Gölmarmara in het noordwesten, waarvan de naam zelf is geïnspireerd op het meer, en voor een groter deel door Salihli.
Het Marmarameer ligt in de alluviale vallei van de voedende rivier de Gediz en ligt op 75 m hoogte iets lager dan de omliggende vlaktes van de rivier (91 m voor het nabijgelegen stadscentrum van Gölmarmara). Het meer heeft geen afwatering en bevat zout water.  Het droogt door de klimaatverandering in snel tempo uit.
Het Marmarameer is of was niet alleen een recreatiecentrum voor de provincie als geheel, maar ook een belangrijke bron voor visserij en landbouwirrigatie en een Important Bird Area.
In de vroege stadia van de Anatolische geschiedenis stond het meer bekend als een vakantieoord voor de Lydiërs, op korte afstand van hun hoofdstad Sardis, en werd het in de loop van de geschiedenis onder verschillende namen genoemd, de meest opvallende zijn het "Gygesmeer" of "Gygeaans meer" en "Coloemeer" of "Koloemeer". Er zijn verschillende archeologische vindplaatsen in de buurt, waaronder Sardis, Bin Tepe en Kaymakçı.